# Pecsora önkormányzati járás

A Pecsora önkormányzati járás Komiföldön

A Pecsora önkormányzati járás (oroszul Муниципальный район Печора) Oroszország egyik járása Komiföldön. Székhelye Pecsora.

## Népesség
- 2002-ben lakosságának 68,9%-a orosz, 15,4%-a komi, 7,6%-a ukrán.